# Олена Печорна
Олена Печорна (справжнє ім'я — Олена Вікторівна Сердюк) — українська письменниця, лауреатка премії Олеся Гончара 2010 року. Член Національної спілки письменників України.

## Біографія
Олена Печорна народилася 23 лютого 1982 року в невеличкому селі Левковичі Чернігівського району. Згодом сім'я переїхала до селища М.-Коцюбинське, де живе й до сьогодні. Сім'я письменниці цілком звичайна, мати — медик, батько — інженер.
Захоплюється літературою та малюванням.

## Навчання
Закінчила школу ім. М.Коцюбинського з відзнакою, після чого вступила до Ніжинського державного університету ім. М.Гоголя. Отримала диплом з відзнакою з спеціальності «Українська мова і література» і «Практична психологія».

## Робота
Працювала у ЗОШ № 1 в місті Славутич, викладала українську мову та літературу в сьомих класах. Пропрацювавши рік, Олена Печорна пішла у декретну відпустку.

## Творчість
Перший твір Олени Печорної — бестселер «Грішниця» — завоював премію Олеся Гончара та премію ім. М.Коцюбинського. Наступний її роман «Кола на воді» також мав величезний успіх у читачів. За рейтингом журналу «Фокус» авторка увійшла до Топ-20 найуспішніших українських письменників 2012.
Відзнака "Золотий письменник України" від "Коронації слова" - 2021рік.
У 2021 році світ побачила книжка "У затінку земної жінки". Це художній роман, в основу якого лягла реальна історія із села Горбове, що на Куликівщині.
Творчість Олени Печорної
| Назва                    | Рік видання | Видавництво               |
| ------------------------ | ----------- | ------------------------- |
| «У затінку земної жінки» | 2021        | «Клуб сімейного дозвілля» |
| «Химерниця»              | 2020        | «Клуб сімейного дозвілля» |
| «Фортеця для серця»      | 2014        | «Клуб сімейного дозвілля» |
| «Кола на воді»           | 2013        | «Клуб сімейного дозвілля» |
| «Грішниця»               | 2011        | «Клуб сімейного дозвілля» |